# Staré Hory
Staré Hory (deutsch Altgebirg(e), Altarberg oder Alt-Gebürg, ungarisch Óhegy) ist eine Gemeinde in der Mittelslowakei. Sie liegt am Fuße der nach dem Ort benannten Starohorské vrchy und der Großen Fatra, an der Verbindungsstraße zwischen Banská Bystrica und Ružomberok, etwa 14 Kilometer von Banská Bystrica entfernt.

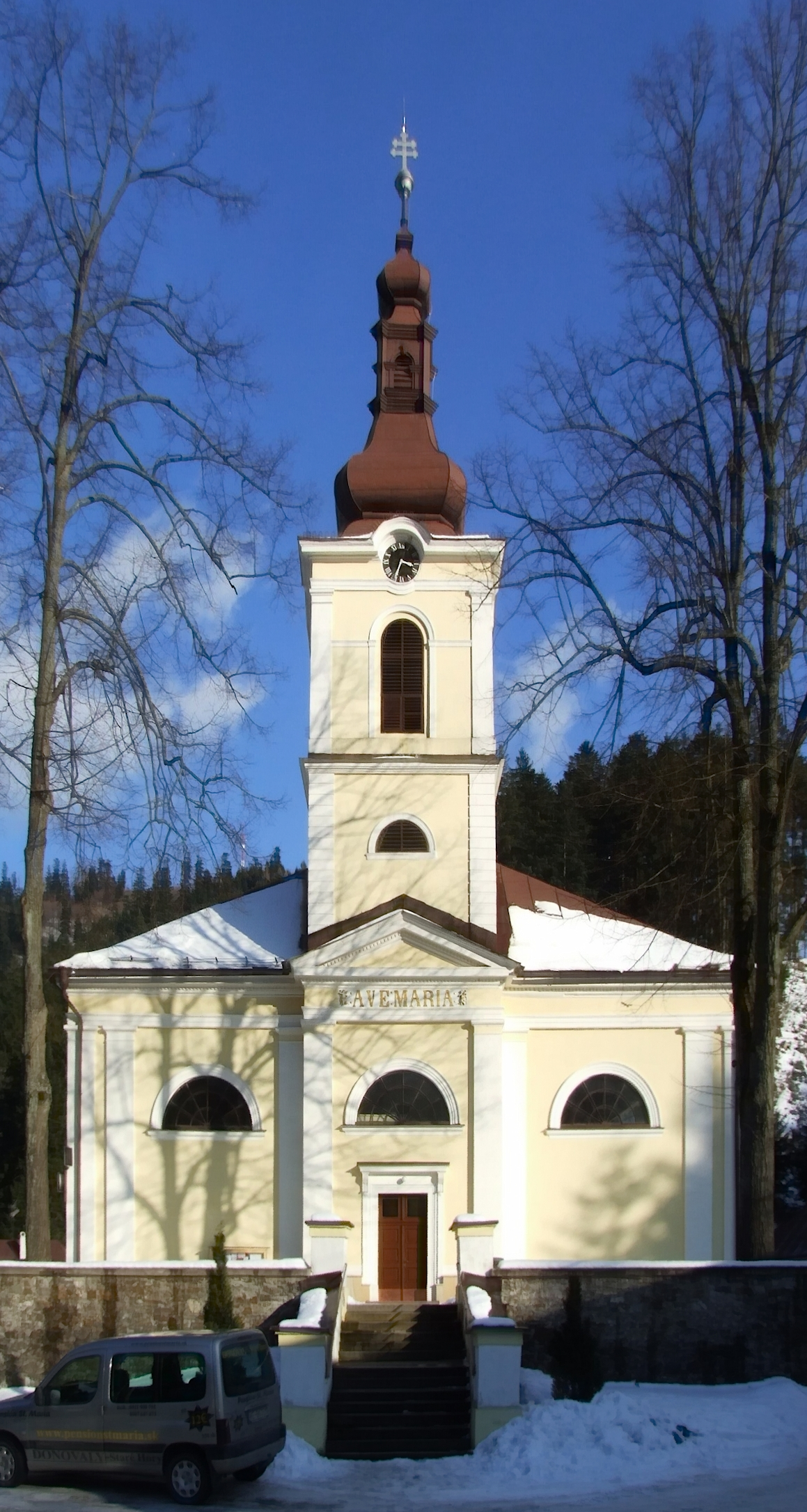
Basilika Mariä Heimsuchung aus dem 15. Jahrhundert

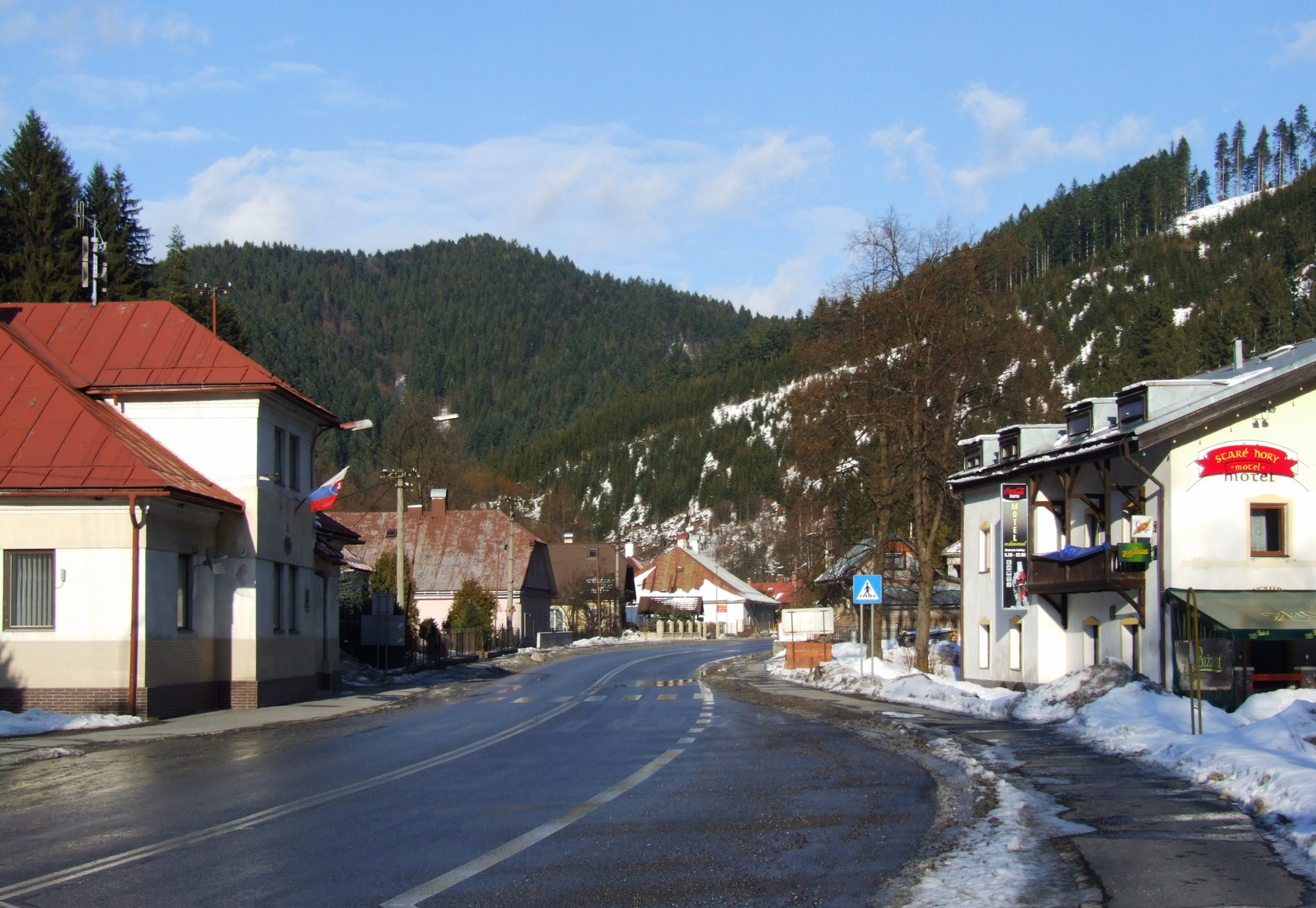
Hauptstraße in Staré Hory

Der Ort wurde 1536 erstmals schriftlich erwähnt, die Siedlung aber schon im 13. Jahrhundert gegründet und konzentrierte sich auf das Fördern von Kupfer. Später wurde der Ort wegen seines Klöppelhandwerks bekannt. Bis 1990 gehörte auch die Gemeinde Turecká zum Ort.
Neben dem Hauptort gibt es in den umliegenden Bergen noch die Gemeindeteile Dolný Jelenec, Horný Jelenec, Polkanová und Valentová.

## Weblinks

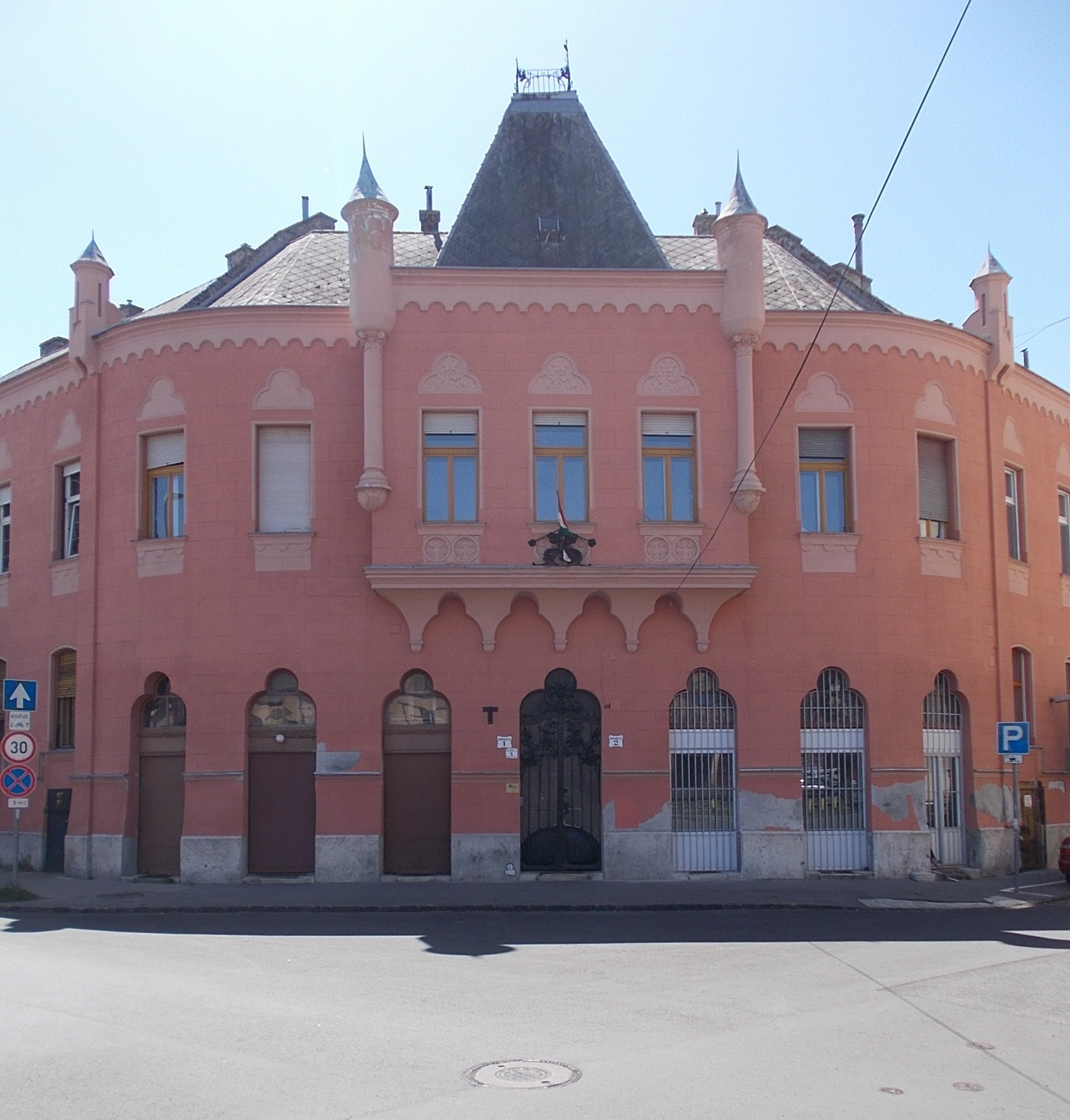
Óhegy, Gergely utca 1

## Bevölkerung
| Jahr                | 1994 | 2004    | 2014     | 2024    |
| ------------------- | ---- | ------- | -------- | ------- |
| Anzahl der Personen | 438  | 469     | 554      | 582     |
| Unterschied         |      | +7,07 % | +18,12 % | +5,05 % |

| Jahr                | 2023 | 2024    |
| ------------------- | ---- | ------- |
| Anzahl der Personen | 572  | 582     |
| Unterschied         |      | +1,74 % |